# Texella
Genre
Texella est un genre d'opilions laniatores de la famille des Phalangodidae.

## Distribution
Les espèces de ce genre sont endémiques des États-Unis. Elles se rencontrent au Texas, au Nouveau-Mexique, en Californie et en Oregon.

## Liste des espèces
Selon World Catalogue of Opiliones (09/10/2021) :
- Texella bifurcata Briggs, 1968
- Texella bilobata Ubick & Briggs, 1992
- Texella brevidenta Ubick & Briggs, 1992
- Texella brevistyla Ubick & Briggs, 1992
- Texella cokendolpheri Ubick & Briggs, 1992
- Texella deserticola Ubick & Briggs, 1992
- Texella dimopercula Ubick & Briggs, 2004
- Texella diplospina Ubick & Briggs, 1992
- Texella elliotti Ubick & Briggs, 2004
- Texella fendi Ubick & Briggs, 1992
- Texella grubbsi Ubick & Briggs, 1992
- Texella hardeni Ubick & Briggs, 1992
- Texella hartae Ubick & Briggs, 2004
- Texella hilgerensis Ubick & Briggs, 2004
- Texella homi Ubick & Briggs, 1992
- Texella jungi Ubick & Briggs, 1992
- Texella kokoweef Ubick & Briggs, 1992
- Texella longistyla Ubick & Briggs, 1992
- Texella mulaiki Goodnight & Goodnight, 1942
- Texella reddelli Goodnight & Goodnight, 1967
- Texella renkesae Ubick & Briggs, 1992
- Texella reyesi Ubick & Briggs, 1992
- Texella shoshone Ubick & Briggs, 1992
- Texella spinoperca Ubick & Briggs, 1992
- Texella tuberculata Ubick & Briggs, 2004
- Texella welbourni Ubick & Briggs, 1992
- Texella whitei Ubick & Briggs, 2004
- Texella youngensis Ubick & Briggs, 2004

## Publication originale
- Goodnight & Goodnight, 1942 : « New Phalangodidae (Phalangida) from the United States. » American Museum Novitates, no 1188, p. 1–18 (texte intégral).